# Горалик, Линор
Лино́р Гора́лик (при рождении Ю́лия Бори́совна Гора́лик; род. 9 июля 1975, Днепропетровск, Украинская ССР, СССР) — русскоязычная израильская писательница, поэтесса, переводчица, автор комикс-стрипов.

## Биография
Родилась 9 июля 1975 года в Днепропетровске. С 1982 по 1986 год училась в школе № 67, с 1987 по 1989 — в школе № 23.
С 1989 года — в Израиле. В 1991—1994 годах училась в Университете Бен-Гуриона в Беер-Шеве по специальности Computer Science. Занималась интернет-технологиями как программист, затем работала в области интернет-маркетинга.
С 2000 по 2014 годы работала в Москве. Занималась литературной и журналистской деятельностью, а также маркетинговым консультированием. В 2014 году, после аннексии Крыма, вернулась в Израиль.
В период становления Рунета Горалик стала известной как знаковая фигура «литературы в Рунете» (а также интернет-журналистики), что описано в отдельной главе книги публициста Юлии Идлис «Рунет: сотворённые кумиры». В книге, среди прочего, описывается созданный Горалик в 2000 году ранний коллективный проект сетевой литературы «E2-e8, или Игра в интертекст» на сайте «Русского журнала»: «По шахматной доске вместо фигур передвигались литературные произведения; задачей участников игры было построить как можно более короткую цепочку из явных, неявных, сознательных, случайных и самых безумных аллюзий и интертекстуальных отсылок, которые бы связывали, на первый взгляд, совершенно не связанные друг с другом тексты». За достижения в игре участники получали призовые очки, называемые «пирожками» от фразеологизма «возьми с полки пирожок».
В переводах Линор Горалик выходили рассказы Этгара Керета и стихи Витаутаса Плиуры (совместно со Станиславом Львовским). Автор ряда художественных выставок и проектов. Автор комикс-стрипов «Заяц ПЦ и его воображаемые друзья: Щ, Ф, грелка и свиная отбивная с горошком». Основатель и главный редактор проекта личных историй PostPost.Media.
В 2014 году стала шеф-редактором интернет-проекта «Букник».
Вышедший в 2019 году роман «Все, способные дышать дыхание» был удостоен приза критического жюри литературной премии НОС (2019) и в том же году вошёл в шорт-лист премий Андрея Белого и «Большая книга».
В 2022 году стала главным редактором интернет-издания «ROAR: Вестник антивоенной и оппозиционной культуры» и проекта «Новости-26: подросткам о российской политике».

## Общественная позиция
В феврале 2013 года записала для проекта «Против гомофобии» видеообращение в поддержку ЛГБТ-сообщества.
В феврале 2022 года выступила против вторжения России на Украину. 18 августа 2023 года Минюст включил Горалик в перечень «иностранных агентов».

## Критическое восприятие
Первая книга стихов Горалик, вышедшая в 1999 году в издательстве Александра Житинского, вызвала неоднозначную реакцию критиков; впоследствии сама писательница отзывалась о ней как о «детской, очень плохой». Однако уже вторая её книга, сборник малой прозы «Не местные» (2003), удостоился в прессе восторженных отзывов: «Как всякий настоящий поэт, Линор Горалик в окружающей реальности находит её тайные, прекрасные и ужасные слои — так что вскоре мы все догадаемся, в каком дивном городе живём».

## Публикации в периодике
Является постоянным автором журналов «Новое литературное обозрение» и «Теория моды».
Вела авторские колонки в газете «Ведомости» и проекте «Сноб».
C 2014 года являлась шеф-редактором сайта «Букник».
С 2001 по 2003 год вела авторскую колонку на сайте Грани.ру. Регулярно публиковалась в «Русском журнале», «Еженедельном журнале», «Профиле», «Книжном обозрении», «Независимой газете», в онлайн-изданиях «TextOnly» и «Современная русская литература с Вячеславом Курицыным». С 2006 г. публикует цикл интервью с современными русскими поэтами в каждом номере ежеквартального журнала поэзии «Воздух».

## Награды
- Лауреат молодёжной премии «Триумф» (2003)
- Лауреат премии «Портал» (2012) за книгу «Устное народное творчество обитателей сектора М1».
- Лауреат премии ФЕОР «Скрипач на крыше» (2013) за книгу «Путеводитель по Израилю (только и исключительно) для детей».
- Стипендиат Фонда памяти Иосифа Бродского в номинациях «Поэзия» (2016)[16]
- Победитель номинации Критической академии премии «НОС» за роман «Все, способные дышать дыхание» (2019).
- Премия «Бегущая по волнам» (2019) — в номинации «Женский образ в фантастических произведениях» (Линор Горалик, «Холодная вода Венисаны»)[17]

## Книги
- «Цитатник» (книга стихов, 1999, ISBN 5-7559-0048-5);
- «Не местные» (М. — Тверь, 2003, ISBN 5-94128-071-8);
- Сказка о северном сиянии. (Совместно с Юрием Сорочкиным) — 2003
- Сказка о волшебном металле. (Совместно с Юрием Сорочкиным) — 2004
- «Нет» (роман, совместно с Сергеем Кузнецовым, 2004, ISBN 5-94278-419-1);
- «Половина неба» (роман, совместно со Станиславом Львовским, ISBN 5-94145-266-7);
- «Говорит» (2004, ISBN 5-94128-090-4);
- «Недетская еда» (М.: ОГИ, 2004, ISBN 5-94282-231-X);
- «Книга одиночеств» (2004, совместно с Максом Фраем);
- «Полая женщина. Мир Барби: изнутри и снаружи» (М., НЛО, 2005, ISBN 5-86793-418-7);
- «Мартин не плачет» (сказка, 2007, ISBN 5-86793-508-6);
- «Подсекай, Петруша» (книга стихов, 2007, ISBN 5-86856-139-2);
- «Недетская еда. Без сладкого» (М.: ОГИ, 2007, ISBN 978-5-94282-408-2); 2-е изд. — 2009.
- «Заяц ПЦ» (комикс, 2007, ISBN 978-5-9689-0099-9);
- «Заяц ПЦ 2.0» (комикс, 2008);
- «Короче» (сборник короткой прозы, М.: НЛО, 2008, ISBN 978-5-86793-617-4);
- «Агата возвращается домой» (сказка, М., 2008, ISBN 978-5-9689-0150-7);
- «Заяц ПЦ 3.0» (комикс, 2008);
- «Валерий» (повесть, М.: НЛО, 2011);
- «Устное народное творчество обитателей сектора М1» (сборник короткой прозы и стихотворений, М., 2011);
- «Заяц ПЦ 3.0» (комикс, М., 2011);
- «Библейский зоопарк». Серия «Чейсовская коллекция». М.: Текст, 2012;
- «Путеводитель по Израилю (только и исключительно) для детей». Текст, 2013;
- Частные лица. М.: НЛО, 2013
- Путеводитель по Израилю. — М., 2019
- Мартин не плачет. — М., 2015.
- «Так это был гудочек» — Ozolnieki: Literature Without Borders, 2015. — 64 с. — (Поэзия без границ);
- Агата смотрит вверх. — М.: Livebook, 2017;
- «Всенощная зверь» — Ozolnieki: Literature Without Borders, 2019;
- Путеводитель по Израилю. — М., 2019
- 203 истории про платья. (совместно с Марией Вуль) — М., 2019
- «Все, способные дышать дыхание» (роман. — М.: АСТ, 2019, ISBN 978-5-17-112269-0).
- Мартин не плачет. — М., 2021.
- Имени такого-то[18]. — М.: Новое литературное обозрение, 2022. — 192 с. — (Художественная серия). — 2000 экз. — ISBN 978-5-4448-1733-9.
- Бобо. — роман, в открытом доступе[19], 2023. — 403 c.
- Тетрадь Катерины Суворовой. - М.: Новое литературное обозрение, 2024.
- Цикл «Венисана»
  - «Холодная вода Венисана» — М.: Лайвбук, 2019 (фэнтези для подростков); 2-е изд. — 2021 г.
  - Двойные мосты Венисаны. — М., 2021.
  - Тайные ходы Венисаны. — М., 2021.
  - Чёрный огонь Венисаны. — М., 2022.